# Christophe Advinay
Christophe Advinay ou Advyné, né le 16 septembre 1763 à Soissons (Aisne), mort le 13 décembre 1806 à Turin (Italie), est un militaire français de la Révolution et de l’Empire.

## États de service
Élève dans le corps des Ponts-et-Chaussées le 1er janvier 1780, il s’enrôle le 27 janvier 1785, dans le régiment des dragons de Monsieur, et il reçoit son congé le 17 juillet 1790.
Surnuméraire dans l’administration des domaines à Saint-Quentin puis à Vervins, il obtient une place de sous-lieutenant dans le 7e régiment d’infanterie le 12 janvier 1792. Il est nommé lieutenant le 26 avril suivant, et il fait les campagnes de cette année-là à l’armée du Midi, puis celles de 1793, à l’armée des Pyrénées orientales. Le 14 février 1793, il devient aide de camp du général La Houlière, et le 1er mai suivant, il occupe les mêmes fonctions auprès du général Dagobert. Il se distingue le 19 du même mois, dans la bataille du Mas Deu, où il est fait prisonnier en sauvant la vie du général en chef.
Il reçoit son brevet de capitaine le 20 mai 1795, à la 14e demi-brigade de bataille, et il fait les campagnes de l’an IV à l’an IX, aux armées d’Italie, de Rome, de Naples et de réserve. En l’an IV, il est employé comme capitaine adjoint à l’état-major général de l’armée, et il se trouve à la bataille de Castiglione le 5 août 1796, au siège de Mantoue avril-juin 1799, et au passage du Mincio le 25 décembre 1800. 
Le 7 juin 1799, lors de la prise de Castelforte, il commande la colonne de gauche, et monte le premier sur les murs de la place. Il fait prisonnier le commandant de la garnison, l’amène au général Watrin, et il est nommé chef de bataillon sur le champ de bataille par le général en chef de l’armée de Naples. Lors de la prise de Frascati, il entre le premier dans la ville, et fait prisonniers 3 officiers. Il est promu adjudant-général chef de brigade le 14 mars 1800, et le 28 mars suivant, il rejoint l’armée de réserve. Le 22 juillet 1801, il est employé comme chef d’état-major dans la 27e division militaire, et il est élevé au grade d’officier de la Légion d’honneur le 14 juin 1804.
Il meurt le 13 décembre 1806, à Turin.

## Sources
- A. Lievyns, Jean Maurice Verdot, Pierre Bégat, Fastes de la Légion-d'honneur, biographie de tous les décorés accompagnée de l'histoire législative et réglementaire de l'ordre, Tome 4, Bureau de l’administration, 1844, 640 p. (lire en ligne), p. 452.
- Danielle Quintin et Bernard Quintin, Dictionnaires des colonels de Napoléon, S.P.M., 2013, 978 p. (ISBN 978-2-296-53887-0, lire en ligne), p. 35
- Léon Hennet, Etat militaire de France pour l’année 1793, Siège de la société, Paris, 1903, p. 56.